# Покровська сільська рада (Краснопільський район)
Покро́вська сільська́ ра́да — колишній орган місцевого самоврядування у Краснопільському районі Сумської області. Адміністративний центр — село Покровка.

## Загальні відомості
- Населення ради: 845 осіб (станом на 2001 рік)

## Населені пункти
Сільській раді підпорядковані населені пункти:
- с. Покровка
- с. Попівка
- с. Степок

### Колишні населені пункти
- с. Москалівка, зняте з обліку 1991 року

## Склад ради
Рада складається з 12 депутатів та голови.
- Голова ради: Циганенко Сергій Іванович
- Секретар ради: Бесараб Наталія Андріївна

### Керівний склад попередніх скликань
| Прізвище, ім'я, по батькові | Основні відомості                                                               | Дата обрання | Дата звільнення |
| --------------------------- | ------------------------------------------------------------------------------- | ------------ | --------------- |
| Циганенко Сергій Іванович   | Сільський голова, 1963 року народження, освіта середня спеціальна, безпартійний | 26.03.2006   | 31.10.2010      |
| Циганенко Сергій Іванович   | Сільський голова, 1963 року народження, освіта середня спеціальна, безпартійний | 31.10.2010   |                 |

Примітка: таблиця складена за даними сайту Верховної Ради України